# Syngnathus californiensis
Syngnathus californiensis és una espècie de peix de la família dels singnàtids i de l'ordre dels singnatiformes.

## Morfologia
- Els mascles poden assolir 50 cm de longitud total.[4][5]

## Reproducció
És ovovivípar i el mascle transporta els ous en una bossa ventral, la qual es troba a sota de la cua.

## Depredadors
Als Estats Units és depredat per Prionace glauca i a Mèxic per Arius platypogon.

## Hàbitat
És un peix marí de clima subtropical que viu fins als 15 m de fondària.

## Distribució geogràfica
Es troba des de Bodega Bay (Califòrnia, Estats Units) fins al sud de Baixa Califòrnia (Mèxic).